# لوئیس مانوئل پلوماچر
لوئیس مانوئل پلوماچر (انگلیسی: Luis Plumacher؛ زادهٔ ۱۷ مارس ۱۹۸۳) کاراته‌کا اهل کلمبیا است.
گذشته از کسب یک قهرمانی در جهان در سال ۲۰۰۴، لوئیس پلوماچر در سال ۲۰۰۶ نیز و در بازی های جهانی در سال ۲۰۰۵ مدال نقره دریافت کرد. پلوماچر به مدت ۱۰ سال، از ۲۰۰۰ تا ۲۰۱۰ عضو تیم ملی کاراته ونزوئلا بود. در طول این سالها، او یک مدال آور بین‌المللی پرکار بود.  پلوماچر عملکرد بسیار بالایی را در طول سالهای رقابتی خود حفظ کرد و همین امر باعث شد وی به عنوان بهترین مبارز وزن خود به شهرت برسد و به ۲ فینال جهانی راه یابد.